# Blechnum aggregatum
Blechnum aggregatum là một loài dương xỉ trong họ Blechnaceae. Loài này được Tindale mô tả khoa học đầu tiên năm 1961.
Danh pháp khoa học của loài này chưa được làm sáng tỏ. 